# Stadium Arcadium
Stadium Arcadium es el noveno álbum de estudio del grupo de rock estadounidense Red Hot Chili Peppers, lanzado durante el mes de mayo de 2006.
Fue lanzado el 5 de mayo de 2006 en Europa y el 9 de mayo en los Estados Unidos, y el 21 de mayo en el resto del mundo, bajo el sello Warner Bros. Records. Vendió más de 442 000 copias en los Estados Unidos en la primera semana y debutó como número uno en la lista del Billboard 200. Del álbum se extrajeron cinco sencillos: «Dani California», «Tell Me Baby», «Snow ((Hey Oh))», «Desecration Smile» y «Hump de Bump». De acuerdo con el vocalista Anthony Kiedis, Stadium Arcadium se planeó originalmente como una trilogía de álbumes que serían lanzados con seis meses de diferencia, pero finalmente fue condensado en un álbum doble. Este es el último trabajo del grupo con la presencia del guitarrista John Frusciante, quien confirmó su salida de la banda en 2009. Sin embargo, el guitarrista volvió a la banda a finales del 2019, y lanzó con la banda dos nuevos álbumes de estudio en el año 2022: Unlimited Love y Return of the Dream Canteen.
El álbum fue generalmente aclamado por la crítica por integrar diferentes estilos musicales con los que la banda ha ido evolucionando con el paso del tiempo. El álbum ganó cinco de los siete premios Grammy a los que aspiraba en 2007, incluyendo el de Mejor Canción de Rock (por Dani California) y Mejor Álbum de Rock. Este es el disco con más nominaciones en la historia de la banda. Kiedis atribuyó el éxito del álbum a la mejor dinámica del grupo, diciendo que "la química de la banda, cuando se trata de escribir, es mejor que nunca. Siempre hubo una pelea por dominar líricamente. Pero ahora estamos suficientemente seguros de quiénes somos, de manera que todos se sienten cómodos contribuyendo con más y más material valioso y de calidad". El álbum muestra canciones relajadas en su mayoría, por lo que los antiguos fanes rechazaron un poco la falta de "chispa" del álbum, pero según otros, es el mejor álbum del grupo hasta la fecha y quedaron muy conformes con el trabajo de la banda, además de que el álbum les hizo ganar un nuevo público, además del antiguo.

## Antecedentes
Tras el lanzamiento de su anterior álbum de estudio, By the Way, en 2002 los Red Hot Chili Peppers se embarcaron en una gira mundial, que duró dos años, desde julio de 2002 hasta julio de 2004. En los últimos meses de ese año la banda dio un show en la Convención Nacional Demócrata de 2004 además de una serie de conciertos benéficos, donde tocaron una versión temprana de "Desecration Smile", que habían compuesto durante las sesiones de grabación del disco Greatest Hits y que aparecería luego en su versión definitiva en este álbum.
La banda se reunió en septiembre de 2004 con el productor Rick Rubin para planear la grabación de su siguiente trabajo discográfico.

## Composición y grabación

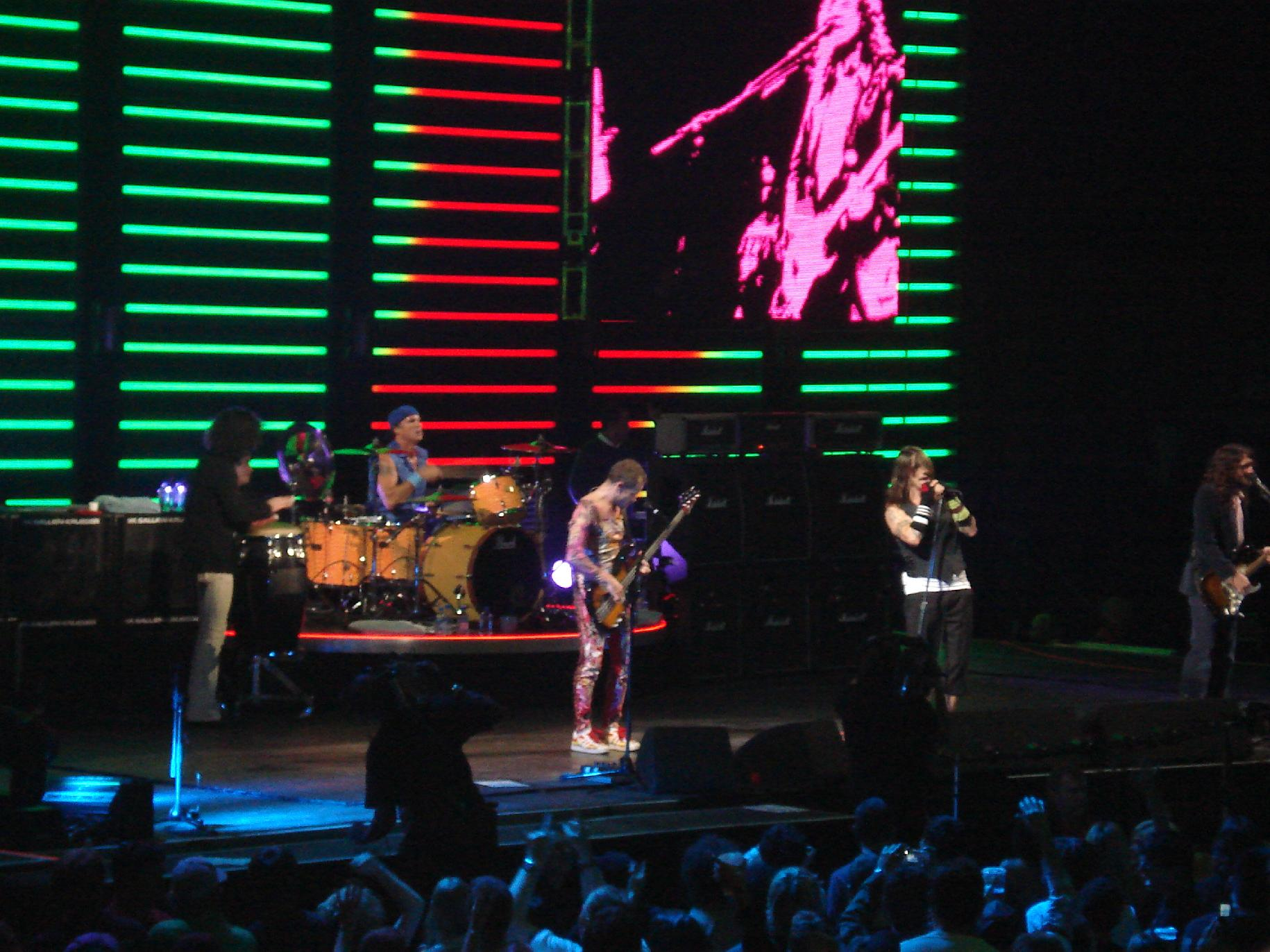
Red Hot Chili Peppers en un concierto en Air Canada Centre, Toronto (septiembre de 2006).

Durante las sesiones de estudio de 2003 con motivo del álbum recopilatorio Greatest Hits, se cree que nacieron dos canciones de Stadium Arcadium, "Desecration Smile" y "Hump De Bump". No obstante, la grabación de Stadium Arcadium tuvo lugar en 2005 en The Mansion, el antiguo hogar de Harry Houdini donde la banda ya había grabado en 1991 el álbum que los lanzó a la fama internacional, Blood Sugar Sex Magik. A diferencia del proceso de creación de Blood Sugar Sex Magik, esta vez no se quedaron a vivir allí durante todo el periodo grabación. Dada la reputación de aquella casa de estar "encantada", el guitarrista John Frusciante señaló que sentía que "había seres de inteligencia superior controlando lo que estaba haciendo, y no sabría como explicarlo... para mí estaba claro que la música llegaba de otro lugar que no era yo".
Por otra parte, Kiedis afirmó que durante el proceso de grabación del álbum "todo el mundo estaba en una buena onda. Había muy poca tensión y muy poca ansiedad, y cada día nos reuníamos en esta habitación funky en el Valle, y todo el mundo se sentía más cómodo que nunca trayendo sus ideas". Originariamente, la banda quería crear álbum al antiguo estilo de Meet The Beatles!, donde el número de canciones no pasara de unas doce, una "obra de arte pequeña y digerible". Finalmente, terminaron escribiendo 38 canciones, grabadas bajo la producción Rick Rubin, y contemplaron la posibilidad de lanzar todo el material en tres álbumes separados, pero finalmente optaron por el formato de álbum doble donde se incluirían 28 temas, y el resto los publicarían como lados B (B-sides) en los diferentes sencillos.

## Lista de canciones
Todas las canciones han sido escritas por los Red Hot Chili Peppers a menos que se indique otro autor.

### CD 1: Jupiter
| #  | Canción                  | Duración |
| -- | ------------------------ | -------- |
| 1  | "Dani California"        | 4:42     |
| 2  | "Snow (Hey Oh)"          | 5:34     |
| 3  | "Charlie"                | 4:37     |
| 4  | "Stadium Arcadium"       | 5:15     |
| 5  | "Hump de Bump"           | 3:33     |
| 6  | "She's Only 18"          | 3:25     |
| 7  | "Slow Cheetah"           | 5:19     |
| 8  | "Torture Me"             | 3:44     |
| 9  | "Strip My Mind"          | 4:19     |
| 10 | "Especially in Michigan" | 4:01     |
| 11 | "Warlocks"               | 3:25     |
| 12 | "C'mon Girl"             | 3:48     |
| 13 | "Wet Sand"               | 5:09     |
| 14 | "Hey"                    | 5:39     |

### CD 2: Mars
| #  | Canción                | Duración |
| -- | ---------------------- | -------- |
| 1  | "Desecration Smile"    | 5:01     |
| 2  | "Tell Me Baby"         | 4:07     |
| 3  | "Hard to Concentrate"  | 4:01     |
| 4  | "21st Century"         | 4:22     |
| 5  | "She Looks to Me"      | 4:06     |
| 6  | "Readymade"            | 4:30     |
| 7  | "If"                   | 2:52     |
| 8  | "Make You Feel Better" | 3:51     |
| 9  | "Animal Bar"           | 5:25     |
| 10 | "So Much I"            | 3:44     |
| 11 | "Storm in a Teacup"    | 3:45     |
| 12 | "We Believe"           | 3:36     |
| 13 | "Turn It Again"        | 6:06     |
| 14 | "Death of a Martian"   | 4:24     |

### B-Sides (Canciones no incluidas)
| Canción                  | Duración | B-Side de                            |
| ------------------------ | -------- | ------------------------------------ |
| "Whatever We Want"       | 4:47     | "Dani California"                    |
| "Million Miles Of Water" | 4:07     | "Dani California"                    |
| "Lately"                 | 2:55     | "Dani California"                    |
| "A Certain Someone"      | 2:25     | "Tell Me Baby"                       |
| "Mercy Mercy"            | 4:01     | "Tell Me Baby"                       |
| "Funny Face"             | 4:46     | "Snow ((Hey Oh))"                    |
| "I'll Be Your Domino"    | 3:57     | "Snow ((Hey Oh))"                    |
| "Joe"                    | 3:54     | "Desecration Smile" y "Hump de Bump" |
| "Save This Lady"         | 4:17     | "Desecration Smile" y "Hump de Bump" |

## Personal
| Músicos | Músicos |  | Músicos adicionales |  |  | Producción y otros |
| - Voz - Anthony Kiedis - Guitarra, coros y teclado electrónico - John Frusciante - Bajo, coros y trompeta - Michael "Flea" Balzary - Batería y percusión - Chad Smith |         |  | - Coros de fondo en "We Believe" - Natalie Baber, Mylissa Hoffman, Alexis Izenstark, Spencer Izenstark, Dylan Lerner, Kyle Lerner, Gabrielle Mosbe, Monique Mosbe, Sophia Mosbe, Isabella Shmelev, Landen Starman, Wyatt Starkman - Trombón en "Turn It Again" - Michael Bolger - Percusión adicional - Lenny Castro - Paulinho da Costa - Chelo en "She Looks to Me" - Richard Dodd - Coros en "Desecration Smile" - Emily Kokal - Clavinet en "Warlocks" - Billy Preston - Solo de guitarra en "Especially in Michigan" - Omar Rodríguez-López - Trompa en "Stadium Arcadium" - Brad Warnaar |  |  | - Productor - Rick Rubin - Mezclado - Andrew Scheps - Ryan Hewitt - Ingeniería de sonido principal - Andrew Scheps - Ryan Hewitt - Mark Linette - Ingeniería de sonido adicional - Dana Nielson - Chris Holmes - Jason Lader - Masterización (CD) - Vlado Meller - Masterización (vinilo) - Steve Hoffman - Coordinación de producción - Lindsay Chase - Dirección artística - Matt Taylor - Red Hot Chili Peppers - Fotografía - Gus Van Sant |

## Setlist de la gira mundial de 2006-2007
Durante la gira tocaron numerosos temas de prácticamente todos sus álbumes de estudio, entre otros se destacan:
1. Can't Stop
2. Dani California
3. Scar Tissue
4. Around the World
5. Charlie
6. Nobody Weird Like Me
7. Fortune Faded
8. Desecration Smile
9. Parallel Universe
10. Readymade
11. Otherside
12. Tell Me Baby
13. Throw Away Your Television
14. Blood Sugar Sex Magik
15. Snow ((Hey Oh))
16. Don't Forget Me
17. Higher Ground
18. Hump de Bump
19. Right On Time
20. C'mon Girl
21. So Much I
22. Stadium Arcadium
23. Californication
24. Emit Remmus
25. By the Way
26. She's Only 18
27. 21st Century
28. Apache Rose Peacock
29. Funky Monks
30. How Deep Is Your Love (cover de Bee Gees, interpretada por John Frusciante)
31. Under the Bridge
32. I Could Have Lied
33. Give It Away
34. Soul to Squeeze
35. The Power Of Equality
36. I Feel Love (cover de Donna Summer, interpretada por John Frusciante)
37. Rolling Sly Stone
38. Eskimo
39. American Ghost Dance

## Listas musicales
| Listas (2006)                                                                      | Posición        |
| ---------------------------------------------------------------------------------- | --------------- |
| Alemania Top 100 Álbumes                                                           | INFINITO (2 sm) |
| Australia ARIA Top 75 Álbumes                                                      | 1 (3 sm)        |
| Austria Top 75 Álbumes                                                             | 1 (7 sm)        |
| Canadá Billboard Top 100 Álbumes                                                   | 1 (2 sm)        |
| Dinamarca Top 40 Álbumes Archivado el 28 de septiembre de 2007 en Wayback Machine. | 1 (3 sm)        |
| Finlandia Top 40 Álbumes                                                           | 1 (1 sm)        |
| Francia Top 100 Álbumes                                                            | 1 (1 sm)        |

| Listas (2006)                                                                            | Posición |
| ---------------------------------------------------------------------------------------- | -------- |
| México Top 100 Álbumes                                                                   | 1 (1 sm) |
| Noruega Top 40 Álbumes                                                                   | 1 (1 sm) |
| Nueva Zelanda RIANZ Top 50 Álbumes Archivado el 2 de febrero de 2009 en Wayback Machine. | 1 (2 sm) |
| Reino Unido (U.K.) Top 75 Álbumes                                                        | 1 (3 sm) |
| Suecia Top 60 Álbumes                                                                    | 1 (2 sm) |
| Suiza Top 100 Álbumes                                                                    | 1 (5 sm) |
| U.S. Billboard 200                                                                       | 1 (2 sm) |
| Lista Mundial                                                                            | 1 (4 sm) |

## Trayectoria en listas
| Posición | 1 | 1 | 5 | 3 | 6 | 7 | 13 |  |  |  |

| Posición | 1 | 1 | 1 | 2 | 7 | 6 | 11 | 16 |  |  |

| Posición | 1 | 1 | 2 | 2 | 4 | 9 |  |  |  |  |

| Posición | 1 | 1 | 1 | 2 | 4 | 3 |  |  |  |  |